# Комаров, Владимир Вадимович
Владимир Вадимович Комаров (2 августа 1980, Астрахань) — российский футболист, выступавший на позиции защитника. Сыграл один матч в премьер-лиге России.

## Биография
Воспитанник астраханского футбола, первый тренер — В. А. Комаров (отец). В 1997 году в составе молодёжной команды «Волгаря» стал чемпионом России среди молодёжных команд Второго дивизиона. В том же 1997 году дебютировал в старшей команде «Волгаря» в кубковом матче, а со следующего сезона стал выступать за команду и в матчах Второго дивизиона.
Летом 1998 года перешёл в «Ростсельмаш», но поначалу играл только за дубль. Дебютный матч за команду сыграл 2 июля 1999 года в рамках Кубка Интертото против македонской «Цементарницы», а всего в этом турнире принял участие в трёх матчах. Единственный матч в высшем дивизионе сыграл 21 июля 1999 года против «Крыльев Советов», выйдя на замену на 78-й минуте вместо Дмитрия Кириченко.
После ухода из «Ростсельмаша» играл в Первом и Втором дивизионах за команды Астрахани, а также за нижнекамский «Нефтехимик», «Видное» и димитровградскую «Ладу». За астраханские клубы провёл более 240 матчей в первенствах страны, половину из них — за вторую по силе команду в городе — ФК «Астрахань» (в прошлом — «Судостроитель»). В возрасте 33 лет завершил профессиональную карьеру.
После окончания карьеры работает[уточнить] детским тренером в школе «Волгаря». В 2017 году — тренер команды 2001 года рождения.
В конце 2019 года вошёл в тренерский штаб молодёжной команды «Волгаря».

## Личная жизнь
Отец, Вадим Алексеевич (род. 1954) тоже был футболистом, сыграл около 300 матчей за астраханский «Волгарь», а впоследствии работал тренером в местных командах.